# Qingdao Tiantai Stadium
Qingdao Tiantai Stadium – wielofunkcyjny stadion w Qingdao, w Chinach, wybudowany w latach 1932–1933.
Swoje spotkania na stadionie rozgrywają piłkarze klubu Qingdao Jonoon.